# Nikolaj Chmelnitskij
Nikolaj Ivanovitj Chmelnitskij (ryska: Николай Иванович Хмельницкий), född 1789, död 1845 i Sankt Petersburg, var en rysk komediförfattare. Han var ättling till Bogdan Chmelnitskij och son till den filosofiske skriftställaren Ivan Chmelnitskij.
Efter tjänstgöring i armén och justitieministeriet blev Chmelnitskij 1829 guvernör i Smolensk. Han anklagades för försnillning av statsmedel, förflyttades till guvernörsposten i Archangelsk och satt 1837–1843 fängslad i Peter-Paulfästningen i Sankt Petersburg. Hans brottslighet förefaller dock egentligen ha bestått i godtrogenhet och slarv. Efter frigivningen gjorde han studieresor i utlandet.
Chmelnitskijs komedier och vaudeviller var på sin tid mycket omtyckta, men är huvudsakligen skickliga efterbildningar av franska pjäser (Jean-François Regnard och Molière) i lättflytande vers med fyndiga repliker. Några av dem, bland annat enaktaren Luftslott behöll sin popularitet i Ryssland ända in på 1900-talet. Hans första stycke, Govorun (Pratmakaren), som spelades 1817, var en omarbetning av en komedi av Boissy. Hans litterära betydelse ligger främst i de fritt, men med konstnärlig smak gjorda tolkningarna av Molières "École des femmes" och "Tartuffe". Hans samlade arbeten utgavs 1849.